# Panama-Pacific International Exposition
Die Panama-Pacific International Exposition (Panama-Pazifische internationale Ausstellung) war eine Weltausstellung, die vom 20. Februar bis zum 4. Dezember 1915 in San Francisco in Kalifornien stattfand. Im Zentrum der Feierlichkeiten stand die Fertigstellung des Panamakanals im Jahr zuvor. Gleichzeitig wollte San Francisco auch zeigen, dass die Stadt sich von dem großen Erdbeben erholt hatte.
Das Ausstellungsgelände umfasste 254 Hektar am nördlichen Stadtende. Die Ausstellung verzeichnete 18,9 Millionen Besucher. Nach der Ausstellung wurden die meisten Gebäude der Ausstellung abgerissen, und das heutige Marina entstand an seiner Stelle.

## Ausstellungsgelände und Attraktionen

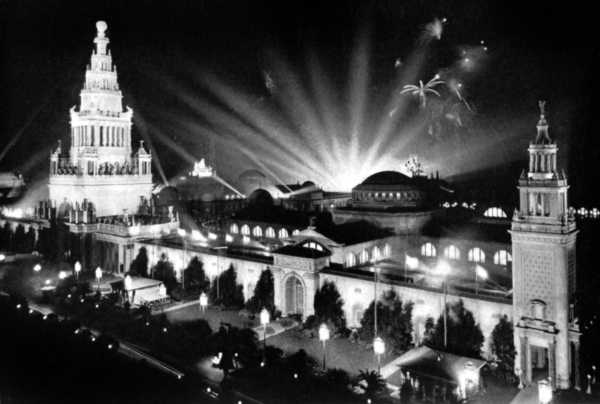
Ansicht der Pavillons im Flutlicht. Links der Tower of Jewels, rechts der Italian Tower.

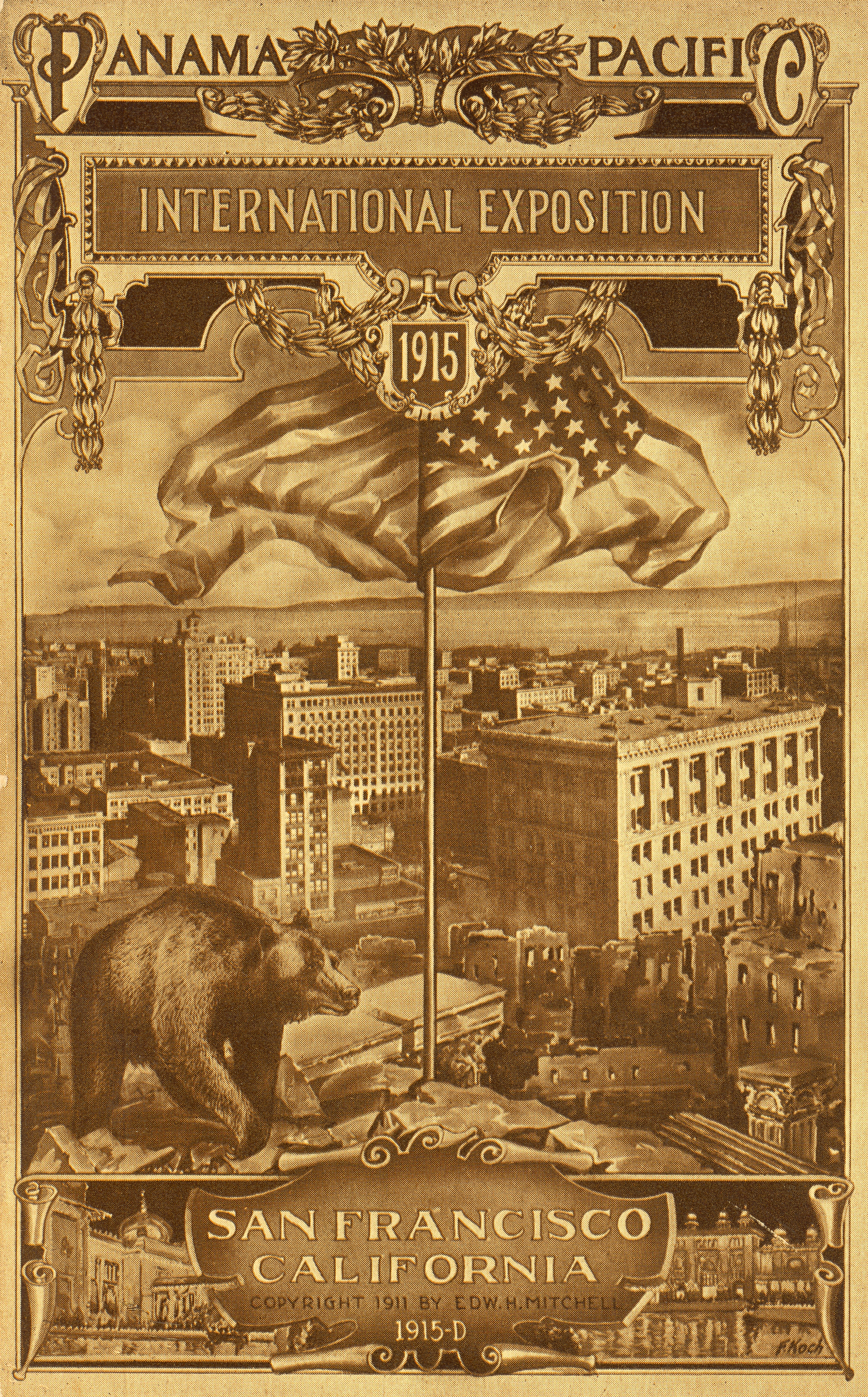
Postkarte zur Weltausstellung, mit neuen Gebäuden von San Francisco, aber auch Ruinen vom Erdbeben. Ganz unten zwei kleine Bilder von Gebäuden der Ausstellung.

Als Ausstellungsgelände wurde die Küstenebene an der Bucht von San Francisco zwischen Fort Mason und den Klippen nahe Fort Point gewählt. Die westlichen etwa zwei Drittel der Fläche lagen damit im Inneren des Militärstützpunkts Presidio. Im Zentrum der Ausstellung stand der 142 m hohe Tower of Jewels, der mit über 100.000 Glaskristallen verziert war. Die verschieden großen „Kristalle“ glitzerten im Sonnenlicht. In der Nacht wurden sie von 50 leistungsstarken Scheinwerfern bestrahlt.
Beim Haupteingang auf der Südseite des Turms befand sich ein Springbrunnen in einem Garten, flankiert vom Palast für Hortikultur auf der Westseite und der Festhalle im Osten. Der Torbogen unter dem Turm gab den Weg frei zum Court of the Universe (Platz des Universums) mit dem Court of the Four Seasons (Platz der vier Jahreszeiten) zur Linken und dem Court of Abundance (Platz des Überflusses) zur Rechten. Diese Plätze standen im Zentrum der Hauptausstellungspaläste, die verschiedenen Themen gewidmet waren, darunter Nahrungsmittelproduktion, Bildung, Sozialwirtschaft, Landwirtschaft, Transport, Fabrikation, Bergbau, Metallurgie und Kunst.
Westlich dieser zentralen Plätze lag der Palace of Fine Arts, das einzige Palastgebäude der Ausstellung, das heute noch steht und zu einer Art Wahrzeichen geworden ist. Weiter westlich standen die Nationenpavillons, in denen die 24 beteiligten Länder ihre Bräuche und Produkte präsentierten. Trotz des Ersten Weltkriegs waren auch einige europäische Staaten vertreten, darunter Italien, Frankreich und die Schweiz.
Am anderen Ende des Ausstellungsgeländes, das bis zum damals noch aktiven Fort Mason reichte, war eine Art Vergnügungspark entstanden. Darin stand eine der auffälligsten Attraktionen, das riesige, 20.000 Quadratmeter umfassende, funktionierende Modell des Panamakanals. Besucher wurden dort in kleinen Wagen herumgefahren und konnten an einzelnen Stationen Erklärungen aus Phonographen anhören. Ähnliche Modelle gab es vom Grand Canyon und dem Yellowstone-Nationalpark. Die Indianersiedlungen in den Miniaturwelten wurden von echten Indianern verschiedener Stämme aus der entsprechenden Region bewohnt. In zeitgenössischen Berichten ist, neben der Bewunderung für das primitive Leben der Indianer in diesen künstlichen Siedlungen, auch zu lesen, dass diese „sehr wohl in der Lage waren, College-Slang zu sprechen und wussten, welche Gabel zuerst verwendet wird“.
Nach dem Ende der Weltausstellung wurden wie üblich alle Gebäude bis auf den Palace of Fine Arts abgebrochen. An der Stelle des Ausstellungsgeländes entstand das heutige Marina District. Der Palace of Fine Arts blieb stehen, damit er selber zerfalle, angeblich, weil „jede große Stadt ihre Ruinen brauche“. Als der Palast dann tatsächlich zu verfallen drohte, wurde durch wiederholte Bürgerinitiativen Geld gesammelt, um ihn in seinem ursprünglichen Zustand zu erhalten. Die letzte große Renovierung begann 2003.
Unter den Exponaten der Ausstellung war auch C.P. Huntington, die erste Dampflokomotive, die von der Central Pacific Railroad im Jahr 1863 erworben worden war. Sie steht heute im California State Railroad Museum in Sacramento. Eine Telefonverbindung nach New York war eingerichtet, damit die Menschen im Osten den Pazifik hören konnten. Die Liberty Bell reiste im Zug quer durch die Vereinigten Staaten, um die Weltausstellung zu zelebrieren. Nach dem Ende der Ausstellung wurde sie wieder nach Pennsylvania zurückgebracht und seither nicht mehr bewegt.
Der 1916 eröffnete San Diego Zoo entstand aus einer Ausstellung exotischer Tiere, die nach der Panama-Pacific International Exposition aufgegeben wurde.

## Erinnerungsstücke
Die US-Postbehörde gab eine Reihe von Briefmarken zur Ausstellung heraus. Die Bilder zeigten Vasco Núñez de Balboa (1¢), Schleusentore im Panamakanal (2¢), das Golden Gate (ohne die erst 1937 fertiggestellte Brücke; 5¢) und die Entdeckung der San Francisco Bay (10¢). Der Sammlerwert der Marken schwankt heute stark, während eine gebrauchte 2-Cent-Marke für weniger als einen Dollar erhältlich ist, muss für eine neue 10¢-Marke schon bis zu tausend Dollar gerechnet werden. Daneben wurden auch Gedenkmünzen ausgegeben, darunter vier aus Gold, mit einem Nennwert von bis zu 50 Dollar.

## Bildergalerie

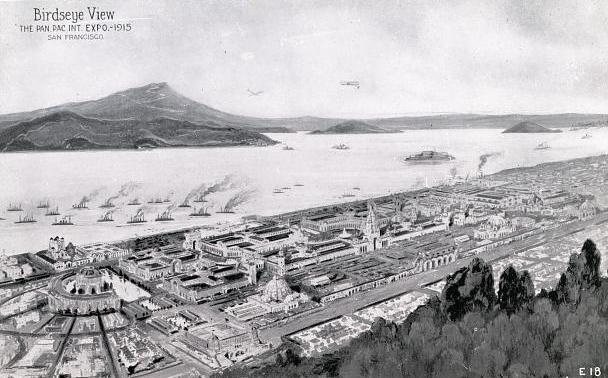
Panoramaansicht der Panama-Pacific Exposition 1915
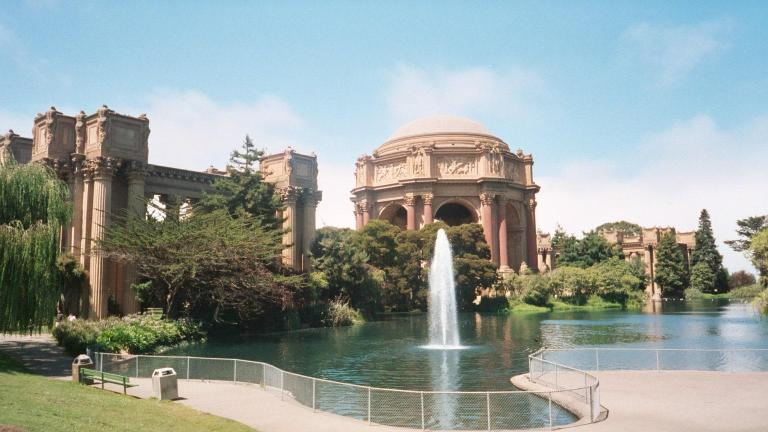
Der Palace of Fine Arts (2003)
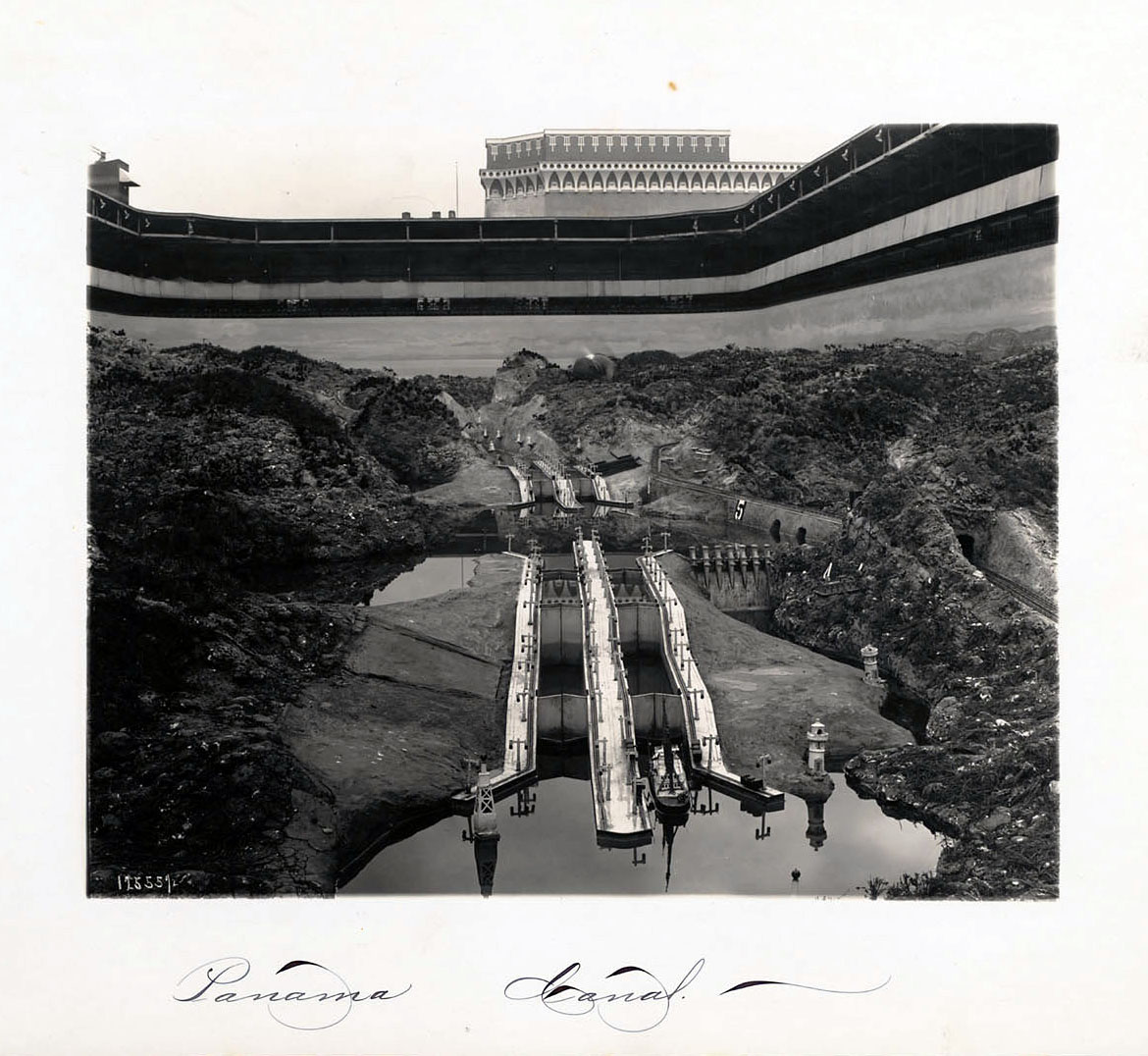
Modell des Panama-Kanals
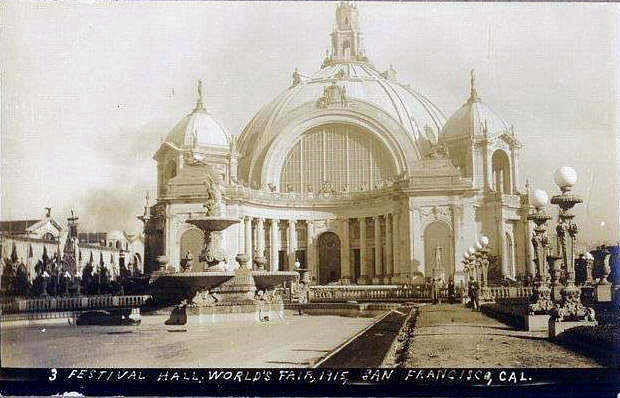
Festival-Halle
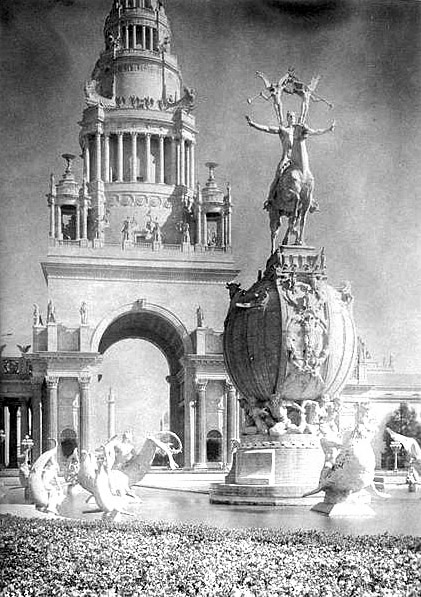
Fountain of Energy und der Tower of Jewels